# Inconsciente coletivo
Inconsciente Coletivo, segundo o conceito de psicologia analítica criado pelo psiquiatra suíço Carl Gustav Jung, é a camada mais profunda da psiquê. Ele é constituído pelos materiais que foram herdados, e é nele que residem os traços funcionais, tais como imagens virtuais, que seriam comuns a todos os seres humanos. O inconsciente coletivo também tem sido compreendido como um arcabouço de arquétipos cujas influências se expandem para além da psiquê humana. Além do inconsciente coletivo, há o inconsciente pessoal, composto de materias adquiridos ao longo da vida.

## Características
A existência do inconsciente coletivo não é derivada de experiências individuais, tal como o inconsciente pessoal, trabalhado por Freud, embora precise de experiências reais para poder se manifestar. Tais traços funcionais do inconsciente coletivo foram chamados por Jung de arquétipos, que não seriam observáveis em si, mas apenas através das imagens que eles proporcionam. Jung chamou a atenção para o fato de que o inconsciente coletivo retém informações arquetípicas e impessoais, e seus conteúdos podem se manifestar nos indivíduos da mesma forma que também migraram dos indivíduos ao longo do processo de desenvolvimento da vida.
O psicanalista Erich Fromm apresenta outra posição a respeito. É denominada de "inconsciente social", que seria a parte específica da experiência dos seres humanos que a sociedade repressiva não permite que chegue à consciência dos mesmos.
O inconsciente coletivo complementa o inconsciente pessoal, e muitas vezes se manifesta igualmente na produção de sonhos. Desta forma, enquanto alguns dos sonhos têm caráter pessoal e podem ser explicados pela própria experiência individual, outros apresentam imagens impessoais e estranhas, que não são associáveis a conteúdos da história do indivíduo. Esses sonhos são então produtos do inconsciente coletivo, que nesse caso atua como um depósito de imagens e símbolos, que Jung denomina arquétipos. Dele também se originam os mitos. No entanto, sendo o inconsciente coletivo algo que foi e está sendo continuamente elaborado a partir das experiências obtidas pelos seres, o acesso individual às informações contidas no inconsciente coletivo pode ser uma forma de explicar o mecanismo de operação de alguns dos fenômenos psíquicos incomuns que foram considerados desde o princípio da psicologia junguiana. Por outro lado, isso corresponde a introduzir mais do que arquétipos nesta estrutura psíquica universal, que pode conter igualmente dados fundamentais de operação dos fenômenos naturais, que se manifestam como leis das descrições químicas e físicas da natureza (ver mais), além, é claro, da biologia. Em síntese, o inconsciente coletivo da psicologia analítica pode ser um modelo adequado para a compreensão dos fenômenos mentais.
Os instintos são comuns aos animais e aos homens, entre eles estão o instinto sexual e a exigência de autoafirmação. Portanto, são fatores impessoais, universalmente difundidos e hereditários de caráter mobilizador, e de modo algum apenas qualidades pessoais. Muitas vezes se encontram tão afastados do limiar da consciência, que a moderna psicoterapia se vê diante da tarefa de ajudar o paciente a tomar consciência deles - os instintos. Estes não são vagos e indeterminados por sua natureza, mas forças motrizes especificamente formadas, que perseguem suas metas inerentes antes de toda conscientização, independendo do grau de consciência. Por isso eles são analogias rigorosas dos arquétipos, logo, os arquétipos são imagens inconscientes dos próprios instintos. Em outras palavras, representam o modelo básico do comportamento instintivo.
 A atividade humana é, em grande escala, influenciada por instintos - abstração feita das motivações racionais da mente consciente. O inconsciente coletivo não é uma questão especulativa nem filosófica, mas empírica. É uma área da psique relacionada com tais formas universais, como nossos pensamentos, percepções e fantasias, que são influenciados por elementos formais inatos e universalmente presentes, cuja uma inteligência normal poderá, nessa ideia, descobrir tanto ou tão pouco misticismo como na teoria dos instintos.
Para comprovar a existência dos arquétipos, que formam o inconsciente coletivo, pressupõe-se o animismo, o que faz referência questões próprias ou relacionados à alma, logo são necessárias explicações mais profundas de como o material pode ser percebido.
Em primeiro lugar - e mais importante -, é necessário observar os sonhos. Estes, como produtos espontâneos da psique humana, não são influenciados por questões do consciente. Durante a avaliação, pode-se observar motivos do sonho conhecidas pelo pacientes, além dos desconhecidos. Quando não se sabe as causas,  é importante excluir as que o indivíduo tenha alguma noção sobre.
Ainda como modo de analisar o material, há a imaginação ativa. Esta tem relação com as fantasias advindas de concentração intencional, que são produtos que acabam por aparecer em nossos sonhos também. Quando sonhamos com determinada fantasia, ela tende a se tornar consciente. Após isso, a frequência com que sonhamos com ela diminui consideravelmente.
Por fim, os delírios dos doentes mentais, das fantasias em estado de transe e dos sonhos da primeira infância, que se sucede dos 3 aos 5 anos, são passíveis de observações. Para esse material ser válido, é essencial que sejam achados relações históricas convincentes. Como exemplo, não é interessante, de imediato, relacionar uma serpente presente em um sonho à mitologia, pois a presença de tal animal pode estar relacionada a outros fatores. Esse passo é algo que pressupõe um trabalho exaustivo, pois os símbolos não podem ser retirados de seus contextos. Assim, é quase impossível fazer essa etapa em apenas uma conferência.